# کوماگایا، سایتاما
کوماگایا در استان سایتاما در کشور ژاپن  واقع شده‌است  که دارای جمعیت ۲۰۴٬۸۵۳ نفر و مساحت ۱۵۹٫۸۸ کیلومتر مربع با تراکم جمعیت ۱٬۲۸۱  نفر در کیلومترمربع است و در تاریخ ۱ اکتبر ۲۰۰۵ به عنوان شهر شناخته شد.